# 云上杜鹃
云上杜鹃（学名：Rhododendron pachypodum）为杜鹃花科杜鹃花属下的一个种。

## 扩展阅读
- 維基物種上的相關：云上杜鹃